# Клайд Ловеллетт
Клайд Ловеллетт (англ. Clyde Lovellette, 7 вересня 1929 — 9 березня 2016) — американський баскетболіст.
Олімпійський чемпіон 1952 року.